# Suzanne Déchevaux-Dumesnil
Suzanne Déchevaux-Dumesnil (1900 - 17 de julio de 1989) fue conocida como la esposa del escritor irlandés Samuel Beckett, quien en su juventud solía jugar al tenis con ella en París. Ella se convirtió después en su amante, y finalmente en su esposa. 
En los años 30, Beckett, durante toda su vida gran aficionado al tenis, eligió a Déchevaux-Dumesnil como amante en lugar de la rica heredera Peggy Guggenheim. Seis años mayor que Beckett, Déchevaux-Dumesnil fue una mujer austera conocida por sus ideas avanzadas e ideología izquierdista. Al conocerla el escritor ella estudiaba piano.
Al estallar la Segunda Guerra Mundial, Beckett se unió a la Resistencia francesa. Durante unos dos años, él y Suzanne se ocultaron de los nazis alemanes en un pueblo del sur de Francia.
La obra de Beckett Esperando a Godot ha sido calificada de «metáfora de la larga estancia en el Roussillon, cuando Beckett y Suzanne dormían en pajares durante el día y caminaban por la noche».
Durante la relación de Samuel y Suzanne, que duró más de 50 años, ella mantenía su círculo de amistades particular y se sabe que tuvo gran influencia en el trabajo del escritor, en el sentido de estimularlo.
A finales de los años 50, Beckett pasaba temporadas en Londres (los Beckett siempre vivieron en París), donde había conocido a Barbara Bray, una editora de la BBC, viuda, de treinta y tantos años. El biógrafo de Joyce, James Knowlson, escribió sobre ellos: «Da la impresión de que Beckett se sintió de inmediato atraído por ella, y al revés. Su encuentro fue muy significativo para ambos, ya que constituyó el inicio de una relación en paralelo con la de Suzanne, que duraría ya toda la vida.» Muy pronto, esta relación llegó a ser «muy íntima y personal». Durante una visita a París en enero de 1961, Bray dijo a Beckett que había decidido trasladarse allí a vivir. La respuesta de él fue inesperada. En marzo de ese año contrajo matrimonio con Déchevaux-Dumesnil en una ceremonia civil, en Folkestone, Inglaterra. En realidad lo hizo por asegurarse de que los derechos de sus obras le correspondieran a Suzanne en caso de fallecimiento, ya que éstos no existían de acuerdo con la ley francesa. Beckett pudo también, con ese gesto, tratar de reafirmar su lealtad hacia ella. En junio de 1961, Bray se trasladó en efecto a París y, pese a su reciente matrimonio, Beckett pasaba la mayor parte del tiempo con ella. Esta parte de la vida del escritor no es muy conocida, debido a la gran reserva que mantenía sobre sus asuntos particulares, que iba «unida a su miedo a ofender a Suzanne». Su obra teatral Play (1963) parece inspirada en todos estos hechos.
Suzanne murió en julio de 1989, cinco meses antes que Samuel, y se encuentra enterrada junto a su marido en el Cementerio de Montparnasse de París.